# Кизилівка (Білогірський район)
Кизи́лівка (до 1948 року — Джемрік; крим. Cemrik) — село в Україні, у Білогірському районі Автономної Республіки Крим. Підпорядковане Чорнопільській сільській раді.